# Joni Mitchell

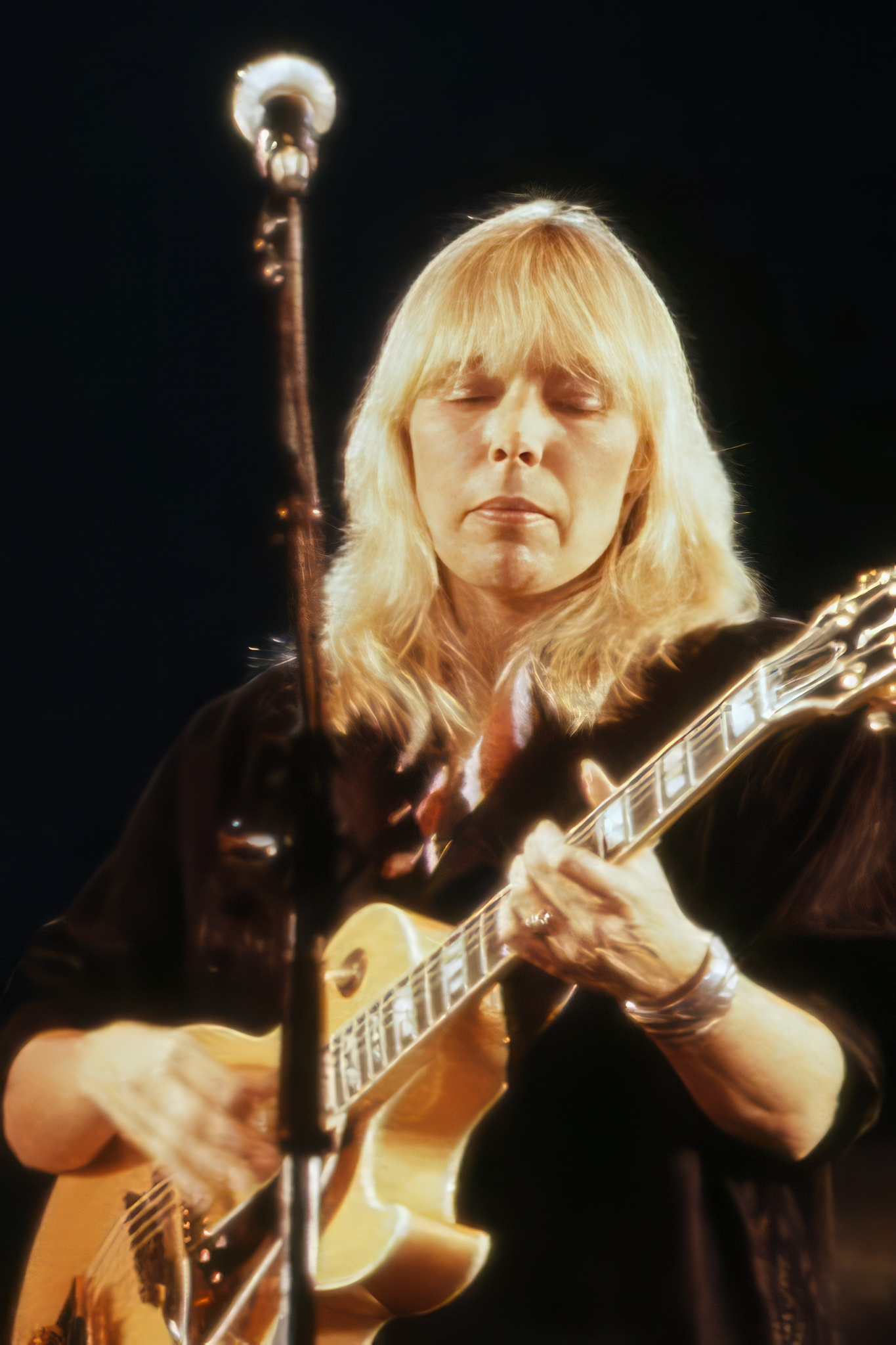
Joni Mitchell 1983.

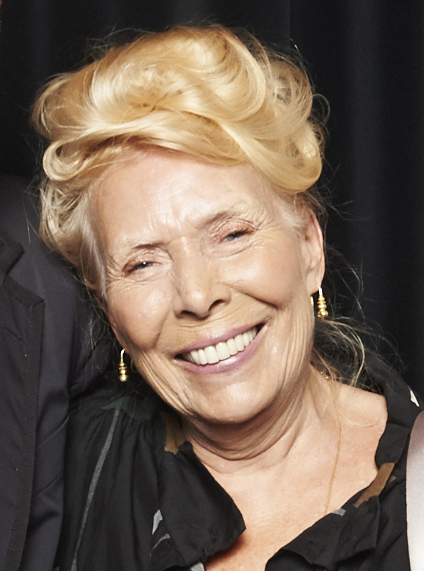
Joni Mitchell 2014.

Joni Mitchell, CC, ursprungligen Roberta Joan Anderson, född den 7 november 1943 i Fort Macleod i Alberta, är en kanadensisk-amerikansk singer-songwriter. Mitchells gärning lovordas av musikkritiker, och hennes vittgående och genreöverskridande inflytande är väl omvittnat. Med låtar som "Big Yellow Taxi" och "Woodstock" blev Mitchell stilbildande för en hel generation och tidsepok. Tidskriften Rolling Stone har beskrivit henne som en av de största låtskrivarna någonsin, och AllMusic har hävdat att hon med tiden kommer att framstå som den viktigaste och mest inflytelserika kvinnliga artisten från den senare delen av 1900-talet. Hennes sångtexter har vunnit erkännande för den välutvecklade poesi med vilken hon belyser såväl samhälleliga och miljömässiga frågor, som privata känslor av romantisk längtan och glädje; förvirring och gäckade förhoppningar. Hennes album Blue (1971) har rankats som det trettionde bästa någonsin av tidskriften Rolling Stone. Hon tilldelades Polarpriset 1996.
Mitchell började sjunga på små nattklubbar i Saskatchewan och västra Kanada, för att sedan bli gatumusikant och underhållare på nattklubbar i Toronto. 1965 flyttade hon till USA och började turnera. Några av hennes låtar ("Urge for Going", "Chelsea Morning", "Both Sides, Now", "The Circle Game") började framföras av folkmusiker vilket fick till följd att hon skrev kontrakt med Reprise Records och spelade in sitt debutalbum 1968.
Joni Mitchells kompositioner blev allt mer rytmiskt och harmoniskt komplexa när hon började utforska jazzen och då hon med sin klara röst, sina alternativa gitarrstämningar och särpräglade pianospel blandade den med influenser från rock and roll, R&B, klassisk musik och världsmusik. Under slutet av 1970-talet hade hon ett nära samarbete med framstående jazzmusiker, däribland  Jaco Pastorius, Wayne Shorter, Herbie Hancock och Pat Metheny samt Charles Mingus, som ville att hon skulle hjälpa honom med hans sista inspelning. Hon återvände sedan till popmusiken, tog till sig den elektroniska musiken och engagerade sig i politiska protester.  
Hon har producerat de flesta av sina skivor själv, däribland alla sina verk från 1970-talet, och hon har utformat sina egna skivomslag genom hela sin karriär. Öppet kritisk till musikindustrin slutade hon turnera och utgav sitt sjuttonde och sista studioalbum 2007. Hon beskriver sig själv som en bildkonstnär som av omständigheter letts in på andra vägar.

## Uppväxt och bakgrund
Mitchell föddes 1943 i Fort Macleod i Alberta, Kanada i som dotter till William Andrew Anderson och Myrtle Marguerite, född McKee. Hennes mor var av skotskt och irländskt  och hennes far norskt och samiskt ursprung. Modern var lärare medan fadern löjtnant i flygvapnet (flight lieutenant ) i Royal Canadian Air Force och utbildade nya piloter vid RCAF Station Fort Macleod, där de allierade under andra världskriget lärde sig flyga. I sin barndom flyttade hon runt med sina föräldrar till olika flygbaser i västra Kanada. Efter kriget började fadern arbeta som köpman, vilket förde familjen till Saskatchewan och städer som Maidstone och North Battleford. Hon skulle senare sjunga om sin småstadsuppväxt i "Song for Sharon".
I Maidstone bodde de bredvid ett järnvägsspår där Mitchell brukade stå och vinka till tågen när de passerade. Invånarna var huvudsakligen urinvånare (First Nations). Mitchell var snarare idrottsintresserad än akademisk men ärvde moderns kärlek till litteratur och faderns kärlek till musik samt tog under en tid pianolektioner.
Vid nio års ålder drabbades Mitchell av polio i en epidemi och låg på sjukhus i flera veckor. Därefter började hon drömma om att bli sångerska eller dansös. Hon rökte redan som nioåring men har påstått att det inte har påverkat hennes röst.
Familjen flyttade till Saskatoon när hon var elva år, vilket hon framgent skulle uppfatta som sin hemstad. Hon hade inte lätt för den formella utbildningen i skolan utan var mer av en fritänkare som uppskattade måleri, ett hantverk som betraktades som en bisyssla på den tiden. En okonventionell lärare lyckades göra intryck på henne och fick henne att börja skriva dikter. Hennes första album innehåller en dedikation till honom. Hon hoppade av skolan i tolfte klass (men återupptog studierna senare) och drog omkring nere på stan med ungdomar på glid tills hon insåg att hon kommit den kriminella världen alltför nära.
Samma tid började countrymusiken bli allt mer populär och Mitchell ville börja spela gitarr. Modern ville inte ge sitt samtycke till detta på grund av att instrumentet var så förknippat med hillbilly, och hon började därför spela ukulele. Med tiden lärde hon sig själv spela gitarr genom en sångbok av Pete Seeger, men polion hade påverkat hennes fingrar i sådan hög grad att hon var tvungen att hitta på egna sätt att stämma gitarren och ta ackord. Detta improvisatoriska förhållningssätt till instrumentets konventioner frigjorde henne från musikaliska regler gällande harmoni och strukturer också när det gällde hennes låtskrivande. 
Mitchell började sjunga med sina vänner vid lägereldar runt Waskesiu Lake. Hennes första betalda framträdande ägde rum den 31 oktober 1962 på en klubb i Saskatoon där jazz- och folkmusiker brukade uppträda. När hon var 18 utökade hon repertoaren med egna favoriter som Édith Piaf och Miles Davis. Fastän hon denna tid aldrig själv hade framfört jazz sökte hon och hennes vänner spelningar genom jazzmusiker.  "Min jazzbakgrund", påstår Mitchell, " började med en av de tidigare albumen av Lambert, Hendricks and Ross." Albumet ifråga, The Hottest New Group in Jazz' ', var svårt att få tag på i Kanada, påstår hon, "så vi sparade pengar och köpte den svart. Albumet är mitt Beatles. Jag lärde mig alla sånger och jag tror inte att det finns någon annan skiva, inte ens någon av mina egna, som jag lärt mig utantill i sådan grad. Jag kan varenda not, vartenda ord av varenda sång."
Men målarkonsten var fortfarande hennes passion. När hon slutat skolan vid  Aden Bowman Collegiate i Saskatoon började hon ta konstlektioner vid Saskatoon Technical Collegiate för den abstrakta expressionisten Henry Bonli, och flyttade sedan hemifrån för att börja vid  Alberta College of Art and Design i Calgary. Utbildningen där var inte vad hon förväntat sig eftersom de tekniska färdigheterna hade högre prioritet än den fritt flödande skaparkraften,  och inte heller kände hon sig hemma med ren abstraktion som var inne eller tidens tendenser att röra sig mot kommersialisering. Efter ett år, 19 år gammal, hoppade hon av. Beslutet gjorde hennes föräldrar mycket besvikna.  
Hon hade fortsatt uppträda med folkmusik på helgerna och hade spelat på sitt college och vid hotell i grannskapet. Sedan hon hoppat av skolan tog hon jobb på ett kafé i Calgary för $15 i veckan, där hon framförde "långa sorgesamma sånger i moll". Hon uppträdde också vid så kallade hootenannies och gjorde en del framträdanden på lokal TV och radio i Calgary. 1964 var hon 20 år och berättade för sin mor att hon ämnade bli folksångerska i Toronto. Hon begav sig för första gången i sitt liv från västra Kanada. Resan österut till Ontario tog tre dagar. Hon skrev då sin första låt, "Day After Day". Hon stannade också till vid folkmusikfestivalen i Mariposa för att se Buffy Sainte-Marie, som tillhörde folkgruppen cree och kom från Saskatchewan och som hade inspirerat henne. Ett år senare skulle Mitchell själv uppträda på Mariposa vilket blev hennes första större spelning för större publik, och året därefter gjorde Sainte-Marie en cover på hennes låt.

## Karriär

### 1964–1969: Folkligt genombrott

#### Ontario
Mitchell hade inte de 200 amerikanska dollar som behövdes för att gå med i folkmusikerfacket, men hankade sig fram med enstaka spelningar på Half Beat och Village Corner i Torontos Yorkvillestadsdelar, men huvudsakligen spelade hon på ställen som inte var anslutna till facket ifråga, nämligen i kyrkan och YMCA:s lokaler.  Hon hade inte tillträde till de etablerade klubbarna, utan fick pröva lyckan som gatumusikant, medan hon hade sin huvudsakliga försörjning från damavdelningen på affär i stan för att kunna betala hyran." Under den tiden var hon inneboende och bodde i samma hall som poeten Duke Redbird. Hon hade ännu inte gjort sig ett namn och hade börjat inse att de etablerade klubbarna föredrog etablerade musiker som uppträdde med låtar de blivit kända för, oavsett om de hade skrivit dem eller inte, något som Mitchell ansåg stred mot folkmusikens jämlikhetsideal. Hon erfor att de traditionella låtarna som hon framförde redan beslagtagits av andra som gjort dem till sina. "Du kommer till stan" har Mitchell berättat, "och får höra att du kan inte sjunga ditten och inte datten." Hon insåg att lösningen var att skriva sina egna låtar.  
I slutet av året 1964 upptäckte Mitchell att hon var gravid med förre pojkvännen Brad MacMath. Hon skrev senare: "Han lämnade mig när jag var i tredje månaden, utan pengar i ett loftrum,  med vintern i antågande och bara en öppen spis för värme. Gluggar i trappräcket vittnade om tidigare hyresgästers vedinsamling mot vinterkylan." P-piller var ännu inte lagligt i Kanada, inte heller abort, men likafullt var det socialt stigmatiserande att få barn utom äktenskapet.  I Toronto kunde hon åtminstone göra det i tysthet utan att uppröra sina släktingar hemma. I februari 1965 födde hon en dotter. Hon kunde inte ge barnet, Kelly Dale Anderson, den trygghet hon ville och adopterade bort henne. Händelsen höll hon privat under större delen av sin karriär men hon gjorde flera anspelningar på det, såsom i låten "Little Green" som hon framförde på 1960-talet och som togs med på skivan Blue från 1971. 
I "Chinese Cafe", från Wild Things Run Fast (1982), sjunger "Your kids are coming up straight / My child's a stranger / I bore her / But I could not raise her." Sådana texter uppmärksammades inte på sin tid. Att Mitchell hade en dotter blev inte officiellt förrän 1993 då en rumskamrat från tiden som konststuderande på 1960-talet berättade om saken till skvallerpressen. Samtidigt hade Mitchells dotter, som numera hette Kilauren Gibb, börjat leta efter sina biologiska föräldrar. Mitchell och dottern träffades första gången 1997. Efter att de återförenats menar Mitchell att hon tappade intresset att skriva låtar. Hon skulle med tiden inse att dotterns födelse och hennes oförmåga att ta hand om henne var vad som fått henne att börja skriva på allvar. I och med att hon inte kunde förmedla sig direkt till personen hon ville nå vände hon sig till hela världen och blev samtidigt personlig i sitt tilltal. 
Några veckor efter att dottern fötts 1965 spelade Joni Anderson på klubbar runt Yorkville, och började i tilltagande grad att framföra eget material med sina egna öppna ackord. I mars och april hade hon jobb i folkmusikklubben Penny Farthing i Toronto. Där träffade hon den amerikanske folksångaren Chuck Mitchell från Michigan. Chuck drogs till henne från första stund och tog intryck av hennes framföranden. Han sa att han kunde skaffa fast anställning åt henne på kaféer i USA. I en intervju påstår Mitchell att hon gifte sig med Chuck 36 timmar efter att  de träffats första gången, men det är oklart om de faktiskt var gifta redan i Toronto. Någon gång i april reste Mitchell från Kanada för första gången och begav sig med Chuck till USA där de började spela tillsammans. 21 år gammal gifte sig Joni med Chuck i en officiell ceremoni i hans hemstad i juni 1965 och tog hans efternamn. "Vi hade inga pengar" berättar hon. "Jag gjorde min egen brudklänning... Jag gick fram till altaret och viftade med mina tusenskönor."

#### Michigan
När Chuck och Joni bodde i Detroit uppträdde de regelbundet på kaféer i kvarteren runt bostaden i Cass Corridor, däribland Alcove bar nära Wayne State University, restaurangen Rathskeller på University of Detroits campus, och Raven Gallery i Southfield. Hon började spela och komponera låtar på egenartat stämda gitarrer som hennes musikerkollega Eric Andersen i Detroit lärde henne. Oscar Brand spelade henne flera gånger i sitt program på CBC,  Let's Sing Out åren 1965 och 1966, vilket spred hennes musik. Äktenskapet och samarbetet mellan Chuck och Joni upplöstes tidigt under 1967 varmed Joni flyttade till New York City i syfte att förverkliga sina musikerdrömmar att bli soloartist. Gata upp och gata ner längs östkusten spelade hon, däribland i  Philadelphia, Boston, och Fort Bragg, North Carolina. Hon uppträdde ofta på kaféer och folkmusikklubbar, och genom sitt egenhändigt komponerade material, blev välkänd för sin säregna stil på låtar och gitarrspel.

#### New York
Folksångaren Tom Rush hade träffat Mitchell i Toronto och imponerats av hennes låtskrivartalang. Han presenterade kompositionen "Urge for Going" för Judy Collins, men hon var inte intresserad så Rush sjöng in en egen version. Countryartisten George Hamilton IV gjorde också en cover av låten. Också artisterna Buffy Sainte-Marie ("The Circle Game") och Dave Van Ronk ("Both Sides Now") spelade in låtar av Joni Mitchell. Så småningom gjorde även Judy Collins det; låtarna "Both Sides Now", en tio-i-topp-hit, och "Michael from Mountains" fanns med på albumet Wildflowers från 1967. Såväl Fairport Convention som Van Ronk och Judy Collins spelade in "Chelsea Morning" innan Mitchell själv gav ut sin egen version på albumet Clouds.

#### Kalifornien
Vid en spelning på klubben Gaslight South i  Miami fanns David Crosby i publiken. Han hänfördes av Mitchells konstnärliga uttryck som artist. Han tog henne till Los Angeles där han presenterade henne för sina vänner. Elliot Roberts, som hade ett nära samarbete med David Geffen, blev snart hennes manager. Roberts och Geffen skulle komma att få ett genomgripande inflytande över hennes karriär. Crosby övertalade ett skivbolag att låta Mitchell spela in ett akustiskt soloalbum utan de övertoner av folkrock som var på modet för tillfället. Detta ledde till att han fick stå som producent när Reprise Records i mars 1968 utgav hennes debutalbum som har de alternativa titlarna Joni Mitchell och Song to a Seagull.
Mitchell fortsatte turnera, nu för att lansera sin LP. Turnén  skapade höga förväntningar på kommande skiva, Clouds, som utgavs i april 1969. Den skivan innehåller flera låtar som redan spelats in av andra men som skrivits av henne: "Chelsea Morning", "Both Sides, Now", och "Tin Angel". Omslagen till båda skivorna och tillika ett självporträtt på Clouds hade designats och målats av Mitchell själv genom vilket hon kunde sammanviga målarkonsten med musiken vilket fortfor under hela hennes karriär.

### 1970–1974: Framgång i bredare folklager
I mars 1970 gav Clouds henne hennes första Grammy Award for Best Folk Performance. Den följande månaden utkom Mitchell med sitt tredje album, Ladies of the Canyon. Mitchells ljudbild hade redan börjat röra sig bortom gränserna för det akustiska och mot pop och rock med flera pålägg i inspelningen, slagverk och bakgrundssång, och för första gången är flera av låtarna komponerade på piano vilket skulle bli kännetecknande för Mitchells musik. Hennes egen version av "Woodstock" har en långsammare takt än covern av Crosby, Stills, Nash & Young, och framförs solo med ett elektriskt Wurlitzerpiano. Skivan innehåller också den redan då kända låten "The Circle Game" och den gröna rörelsens nationalsång "Big Yellow Taxi", med dess numera välbekanta fras "they paved paradise and put up a parking lot."
Ladies of the Canyon blev en omedelbar framgång på radion och sålde mycket bra; det blev Mitchells första guldplatta med mer än en halv miljon skivor sålda. Hon bestämde sig för att upphöra med turnerandet ett år och bara skriva och måla, men blev ändå framröstad som "Top Female Performer" året 1970 av Melody Maker, Storbritanniens ledande musiktidning. När James Taylor i april 1971 utgav Mud Slide Slim and the Blue Horizon tackas Mitchell för bakgrundssången – samman med Carole King – på spåret "You've Got a Friend". Sångerna hon skrev under månaderna hon la ner turnerandet för att resa och skaffa sig intryck och livserfarenhet, finns med på nästa skiva,  Blue, som utgavs i juni 1971. David Crosby, som jämställde hennes talang med sin egen, sa: "Vid tiden för utgivningen av Blue hade hon gått om mig och rusade upp mot skyarna".
Blue blev en kritikerrosad och kommersiell framgång. Den frimodiga "Carey" släpptes som singel men musikaliskt sett fjärmade sig flera av spåren från ljudbilden i Ladies of the Canyon. Enklare, rytmiskt akustiska stycken lämnade utrymme för Mitchells sång och uttryck ("All I Want", "A Case of You"), medan andra som titelspåret "Blue", "River" och  "The Last Time I Saw Richard" framförs med hennes rullande pianoackompanjemang. Senare sa Mitchell om Blue: "Jag har vid tillfällen offrat mig själv och lagt ifrån mig mina masker.... genom att till exempel sjunga att jag är självisk eller att jag är ledsen. Vi lider alla av vår ensamhet, men vid tiden för Blue hade aldrig popstjärnor erkänt det." Texterna på skivan uppfattades som en inspirerad kulmen på hennes tidiga verk, med sorgsna betraktelser av omvärlden som kontrasterande bakgrund till hennes överflöd av privat,  romantisk kärlek  (som i "California"). Mitchell anmärkte senare: "Vid den tiden i livet saknade jag personliga spärrar. Jag kände mig som cellofanet runt ett cigarettpaket. Jag kände det som om jag saknade hemligheter för världen och att jag inte förmådde låtsas vara stark."
Mitchell bestämde sig för att återgå till turnerandet efter den stora framgången med Blue, och framförde nya låtar på turnén som utgavs på hennes femte album, For the Roses, som utgavs i oktober 1972. Den klättrade genast upp på topplistorna. Hon följde upp framgångarna med singeln "You Turn Me On, I'm a Radio".
Court and Spark, utgiven i januari 1974, är ett resultat av Mitchells flirt med jazz och fusion som hon experimenterade med under den kommande perioden. LP:n gjorde Mitchell populär i breda folklager för kanske första gången under sin karriär, med låtar som den rockiga "Raised on Robbery", som släpptes strax före jul 1973, och "Help Me", som släpptes i mars följande år. "Free Man in Paris" var ännu en hitsingel. 
Medan hon spelade in Court and Spark försökte Mitchell göra ett avslut med folkmusiken från sina tidigare verk. Hon producerade skivan själv och anlitade jazz-, fusion- och popbandet L.A. Express som hon kallade för sitt första egentliga kompband. Hon började turnera med L.A. Express i februari 1974 vilket  fick stort genomslag allt medan de reste runt i USA och Kanada de följande två månaderna. Ett antal shower vid Universal Amphitheater i Los Angeles 14-17 augusti spelades in och utgavs som liveplatta, vilket i november utgavs som dubbel-LP med titeln Miles of Aisles likväl som från några andra spelningar.
I januari 1975 nominerades Court and Spark till fyra Grammys, och hon vann det året Grammy Award for Best Arrangement, Instrumental and Vocals.

### 1975–1980: Utforskningar av jazz

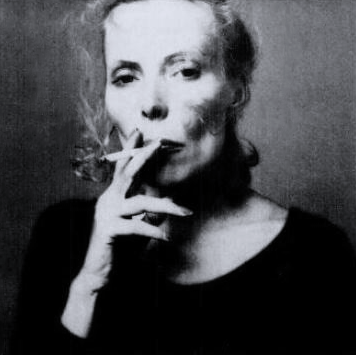
Mitchell år 1975.

Mitchell gick in i studion under tidiga 1975 för att spela in akustiska demos av några låtar som hon skrivit sedan turnén med Court and Spark. Någon månad därefter hade hon spelat in versioner av tongångarna med sitt band. Hennes musikaliska intresse började nu driva iväg från både folkmusiken och popen och mot en mindre strukturerad, mer jazzinspirerad stil med fler slags instrument. Den nya sångcykeln släppes i november 1975 som The Hissing of Summer Lawns. I "The Jungle Line" gjorde hon med en inspelning av afrikanska musiker en tidig sampling, en teknik som blev vanligare i rockmusik från västvärlden under 1980-talet. "In France They Kiss on Main Street" levde vidare i de frimodiga ljudbilderna från Court and Spark, och titelspåret och "Edith and the Kingpin" är prov på berättelser om de bortglömda ödena i Sydkaliforniens förorter. 
Under 1975 deltog Mitchell i flera konserter med Rolling Thunder Revue tours tillsammans med Bob Dylan och Joan Baez, och 1976 medverkade hon på The Last Waltz av the Band. I januari 1976 mottog Mitchell en nominering för Grammy Award for Best Female Pop Vocal Performance för skivan  The Hissing of Summer Lawns, men Grammyn gick till Linda Ronstadt.
Tidigt under 1976 reste Mitchell med vänner genom USA till Maine. Efteråt körde hon tillbaka till Kalifornien ensam och komponerade på resan flera av de låtar som var med på hennes kommande skiva Hejira (1976). "Detta album" har hon sagt, "skrevs till största delen medan jag körde bil. Därför är det inga pianosånger." Hejira var tveklöst Mitchells mest experimentella album dittills, mycket tack vare hennes samarbete med den skicklige jazzbasisten Jaco Pastorius som medverkar på flera sånger, nämligen den första singeln, "Coyote", den atmosfäriska "Hejira", den vilsna, förvridna och gitarrtunga "Black Crow", och albumets sista sång, "Refuge of the Roads". Efter tre veckor hade skivan sålt guld. Men varken "Coyote" eller "Blue Motel Room" nådde några framgångar på hitlistorna. Hejira  sålde heller inte lika väl som Mitchells tidigare, mer radiovänliga album, men har uppvärderats något under årens lopp. Mitchell själv anser skivan vara unik. 2006 sa hon: "Jag antar att många andra hade kunnat skriva flera av mina tidigare låtar, men jag känner att bara jag hade kunnat skriva låtarna på Hejira."
Mitten av 1977 började Mitchell arbeta på nya inspelningar som skulle komma att ingå i hennes första dubbelstudioalbum. Nära att avsluta sitt kontrakt med Asylum Records kände Mitchell att detta album kunde få en friare känsla än någon annan skiva hon gjort tidigare. Hon bjöd Pastorius tillbaka och han tog med sig några jazzfusionkollegor från Weather Report, däribland trummisen Don Alias och saxofonisten Wayne Shorter. Pålagda, atmosfäriska kompositioner som "Overture/Cotton Avenue" visar inslag av mer improvisatoriska samarbeten, medan "Paprika Plains" är ett sexton minuter långt epos som rör sig bort från popen och visar spår av Mitchells barndom i Kanada och hennes studier i klassisk musik. "Dreamland" och "The Tenth World", med Chaka Khan som bakgrundssångerska, är slagverkstunga spår. Andra låtar fortsatte i samma anda som Hejira med kollisioner mellan jazz, fusion och pop. Mitchell återupplivade också "Jericho", skriven långt tidigare men aldrig studioinspelad  (en version finns med i livealbumet från 1974). Don Juan's Reckless Daughter ¨släpptes i december 1977. Recensionerna var blandade men skivan sålde hyggligt och hade sålt guld inom tre månader. Skivomslaget orsakade sin egen storm. Mitchell finns med på flera fotografier, däribland ett där hon är utklädd till svart man med afroperuk, med vit kostym och solglasögon.  Karaktären, som hon kallade Art Nouveau, byggde på en hallick som hade gett henne komplimanger när hon promenerade längs en gata i Los Angeles, och symboliserade hennes övergång till jazzen och texter som präglades av ett hårt liv bland gäng.
Någon månad efter att hon utgett Don Juan's Reckless Daughter kontaktades Mitchell av en ansedd jazzkompositör, bandledare och basist, Charles Mingus, som hade hört den orkestrerade låten "Paprika Plains" och ville att hon skulle arbeta med honom. Hon började samarbeta med Mingus som dock avled innan projektet fullbordats 1979. Hon avslutade inspelningarna, och det resulterade i skivan  Mingus som släpptes i juni 1979 men som inte fick mycket uppmärksamhet av pressen. Hennes fans var förvirrade över den stora förändringen i hennes ljudbild, och fastän skivan  gick bättre på Billboardlistan än den förra så sålde den inte guld, vilket gjorde den till den första skivan sedan 1960-talet att sälja färre än en halv miljon exemplar.  
Mitchells lanseringsturné för Mingus började i augusti 1979 i Oklahoma City och slutade sex veckor senare med fem föreställningar vid Los Angeles' Greek Theatre och en vid Santa Barbara County Bowl, där hon spelade in och filmade konserten. Det var hennes första turné på många år, och med Pastorius, jazzgitarristen Pat Metheny, och andra medlemmar av hennes kompband spelade hon också låtar från hennes tidigare jazzdominerande skivor. När turnén var över inledde hon ett arbetsår under vilket hon överförde inspelningarna till en dubbel liveskiva och en konsertfilm som båda hade titeln Shadows and Light. Hennes sista utgivning på Asylum Records och hennes andra dubbla liveskiva släpptes i september 1980. En singel från skivan,"Why Do Fools Fall in Love?", Mitchells duett med  the Persuasions var nära att ta sig in på Billbords hitlista.

### 1981–1993: Pop, elektronisk musik och protester
I ett och ett halft år arbetade Mitchell på sitt kommande album. Under denna tid gjorde hon inspelningar med basisten 
Larry Klein, som hon gifte sig med 1982. Medan skivan finslipades inför utgivning beslutade hennes vän, David Geffen, grundare av Asylum Records, att bilda ett nytt skivbolag, Geffen Records. Det nya skivbolaget distribuerades liksom det förra av Warner Bros. men Geffen kontrakterade Mitchell på sitt nya skivbolag trots avtal med det förra. Wild Things Run Fast (1982) visar en återgång till popen med låtar som Chinese Cafe/Unchained Melody, som innehåller refräng och andra delar från den berömda hiten av The Righteous Brothers, och (You're So Square) Baby I Don't Care, en tolkning av Elvis Presley, som tog sig högre upp på hitlistorna än någon av Mitchells tidigare singlar. 
1983 inledde Mitchell en världsturné under vilken hon uppträdde i Japan, Australien, Irland, Storbritannien, Belgien, Frankrike, Tyskland, Italien, Skandinavien och USA. Ett framförande från turnén videoinspelades och släpptes sedan som hemvideo (senare DVD), Refuge of the Roads. När 1984 var till ända skrev Mitchell nya låtar och Geffen föreslog att en utomstående producent med erfarenhet från den moderna tekniken skulle kunna tillföra något. Den brittiske synthpoparen och producenten Thomas Dolby kom på tal. Mitchell kommenterade senare Dolbys roll: "Jag var motvillig när Thomas föreslogs eftersom han hade tillfrågats om han vill producera skivan [av Geffen] utan ville han inte istället hoppa in bara som programmerare och spela? Så på den nivån var det problem... Han må kunna göra det snabbare. Han må kunna göra det bättre, men faktum är att då vore det inte längre min musik."
Skivan det resulterade i, Dog Eat Dog, som utgavs i oktober 1985, sålde bara måttligt och fick den lägsta platsen på Billboardlistan sedan hennes debutalbum. En av låtarna, Tax Free, orsakade en kontrovers med grälsjuka "televangelister" och vad hon uppfattade som en förskjutning av kristen religionsfrihet i den amerikanska politiken. "Kyrkorna var efter mig" har hon berättat, "och attackerade mig, men Episkopalkyrkan, som jag har sett beskrivas som den enda kyrkan i USA som faktiskt tänker med huvudet, skrev ett brev till mig och gratulerade mig."
Mitchell fortsatte experimentera med synthesizer, trummaskiner, och sequencer vid inspelningen av nästa skiva, den 1988 utgivna Chalk Mark in a Rain Storm. Hon samarbetade med artister som Willie Nelson, Billy Idol, Wendy & Lisa, Tom Petty, Don Henley, Peter Gabriel, och Benjamin Orr från Cars. Skivans första singel, My Secret Place, var en duett med Gabriel, och var nära att ta sig in på Billboards hitlista. Låten Lakota var en av många låtar från skivan som tog sig an en djupare politisk dimension, i synnerhet fallet med händelserna vid Wounded Knee, den dödliga attacken mellan aktivister ur Amerikas ursprungsbefolkningar och FBI vid indianreservatet  Pine Ridge  föregående årtionde. Musikaliskt sett faller stora delar av skivan in under den trendiga världsmusiken som populariserades av bland andra Gabriel under den här tiden. Recensenterna var tämligen positivt inställda till skivan och uppbackningen av alla berömda musiker gav skivan ansenlig uppmärksamhet. 
1990 medverkade Mitchell, som vid det laget sällan uppträdde live längre, i Roger Waters The Wall Concert in Berlin. Hon framförde låten Goodbye Blue Sky såväl som konsertens finallåt The Tide Is Turning tillsammans med Waters, Cyndi Lauper, Bryan Adams, Van Morrison och Paul Carrack.
Under första hälften av året 1990 spelade Mitchell in låtar som var med på hennes nästa skiva. Just före jul lämnade hon över de färdigmixade låtarna för det nya albumet till Geffen, efter att ha prövat närmre hundra olika sekvenser för låtarna. Skivan, Night Ride Home släpptes i mars 1991. Den fick bättre kritikermottagande än skivorna från 1980-talet och tycks signalera en återgång till hennes akustiska rötter med vissa anslag från Hejira. Detta var den första skivan som inte distribuerades av WEA (numera Warner Music Group), eftersom Geffen Records hade sålts till MCA.

### 1994–2001: Återuppståndelse och röstutveckling
För den bredare publiken blev Mitchells egentliga återfödelse den 1994 Grammy-vinnande Turbulent Indigo. Medan skivan spelades in skildes hon från sin basist och make Larry Klein, efter nästan tolv års äktenskap. Indigo var mer lättillgänglig än de senaste skivorna. Låtar som "Sex Kills", "Sunny Sunday", "Borderline" och "The Magdalene Laundries" blandar samhällskommentarer och gitarrbaserade melodier i vad som blev en uppseendeväckande comeback. Skivan tilldelades två Grammys, däribland Best Pop Album, och sammanföll med ett pånyttfött intresse för Mitchells tidigare arbeten av en yngre generation singer-songwriters.
1996 gick Mitchell med på att utge en samling greatest hits när skivbolaget Reprise tillät henne i hennes andra album Misses att ta med några mindre kända låtar från hennes tidigare karriär. Hits innehöll, för första gången på skiva, hennes första inspelning av "Urge for Going" som föregrep Song to a Seagull som bara tidigare utgetts som B-sida.
Två år senare utgav Mitchell sin slutliga uppsättning nya "originallåtar", den år 1998 utgivna Taming the Tiger. Hon lanserade Tiger med en återgång till hur man ursprungligen hade presenterat konserter, däribland genom att låta hennes namn ha samma rubriknivå som Bob Dylans och Van Morrisons. På skivan hade Mitchell spelat "gityarrsynth" på de flesta låtarna, och för turnén anpassade hon flera av sina gamla låtar till det nya instrumentet, varmed hon enligt egen utsago var tvungen att lära om låtarna och deras egenartade stämningar igen. 
Det var ungefär denna tid som kritiker också började uppmärksamma den stora förändringen i Mitchells röst, i synnerhet på hennes äldre sånger; sångerskan medgav senare att hon kända samma sak: "Jag skulle upp i en hög ton, men det fanns helt enkelt ingenting där". Medan hennes mer begränsade röstomfång och dovare stämma ibland har tillskrivits det faktum att hon röker (hon har sagts vara "en av världens sista storrökare")  tror Mitchell själv att röstförändringarna beror på andra röstproblem, däribland stämbandsnoduler, tryck på struphuvudet och eftersläpande effekter av polion. I en intervju från 2004 förnekade hon att "mina förskräckliga ovanor" hade något alls att göra med det minskade röstomfånget och påpekade att sångare ofta förlorar i övre registret när de passerat 50. Dessutom fastslog hon att i hennes mening var rösten numera i sitt altläge intressantare och mer uttrycksfull när hon inte längre kunde förlita sig på höga toner och ännu mindre hålla ut tonerna som hon kunde i ungdomen.
Sångerskans följande två skivor innehöll inga nya låtar och, har Mitchell berättat, spelades in för att fullgöra förpliktelser i kontraktet, men på båda försöker hon använda sitt nya röstomfång när hon tolkar välkänt material. Both Sides, Now (2000) var ett album som bestod huvudsakligen av covers på jazzstandarder som framfördes med orkesterarrangemang av Vince Mendoza. Albumet innehöll också en nyinspelning av "A Case of You" och av titelspåret "Both Sides Now", två äldre hitlåtar som transponerats ner till Mitchells numera djupa, själfulla altstämma. Recensionerna var mestadels kraftfulla och ledde till en kort turné i landet, när Mitchell ackompanjerades av ett band med Larry Klein på bas samt lokala orkestrar på turnéns hållpunkter. Framgången ledde till  2002 års Travelogue, en samling omarbetningar av äldre låtar med ymniga orkesterarrangemang.

### 2002–2005: Dra sig tillbaka och se tillbaka
Mitchell berättade att  Travelogue skulle bli hennes sista skiva. I en intervju från 2002 för Rolling Stone, uttryckte hon missnöje med samtidens musikindustri, och beskrev det som en "kloak". Mitchell berättade om hur hon ogillade skivindustrins dominans och om hennes begär att styra över sitt öde själv, kanske genom att utge sin egen musik via internet. 
Under de följande åren utgavs bara samlingsalbum av Mitchell. 2003 remixades hennes inspelningar från Geffen i en box med fyra skivor, The Complete Geffen Recordings, med Mitchells anteckningar och tre dittills outgivna låtar. En serie temasamlingar från tidigare skivor utgavs också,  The Beginning of Survival (2004), Dreamland (2004), och Songs of a Prairie Girl (2005), varav den sista är en samling låtar med hennes kanadensiska uppväxt som röd tråd och vilken hon utgav sedan hon tackat ja till att delta i hyllningskonserten vid Saskatchewan Centennial i Saskatoon. Vid konserten som också innehöll en hyllning till Mitchell, närvarade drottningElizabeth II. I anteckningarna till Prairie Girl skriver hon att samlingen är "mitt bidrag till Saskatchewan's Centennial celebrations".
Under början av 1990-talet skrev Mitchell kontrakt med bokförlaget Random House för en självbiografi. 1998 berättade hon för The New York Times att hennes memoarer var under arbete och att de skulle utges i så många som fyra volymer och att den första titeln skulle vara "I was the only black man at the party." 2005 berättade Mitchell  att hon använde bandspelare för att memoarerna skulle verka i den muntliga traditionen.
Fastän Mitchell gått ut med att hon inte längre skulle turnera eller ge konserter har hon uppträtt inför publik ibland för att tala om miljöfrågor. Mitchell delar sin tid mellan sitt hem i Los Angeles och en stor egendom i Sechelt, British Columbia som hon äger sedan slutet av 1970-talet. "L.A. är min arbetsplats", sa hon 2006, "B.C. är mina hjärtslag". Enligt vad som framgår av intervjuer ägnar sig Mitchell framför allt åt bildkonst vilken inte är till salu och som bara förevisas allmänheten vid särskilda tillfällen.

### 2006–2015: Senare inspelningar
I en intervju med Ottawa Citizen i oktober 2006 avslöjade Mitchell att hon spelade in sin första samling låtar på nästan ett årtionde men gav få andra upplysningar. Fyra månader senare, i en intervju med New York Times, sa Mitchell att den kommande skivan, med titeln Shine, var inspirerad av Irakkriget och "något som hennes dotterson sagt medan de lyssnat på en krigande familj: 'Dåliga drömmar är goda - i den storslagna planen.'" Pressens första bedömning av skivan var att den hade "minimalt med känsla... och vilar på [Mitchell's] tidiga verk" och att den fokuserar på politiska öch gröna frågor.
I februari 2007 återvände Mitchell till Calgary och verkade som rådgivare till  Alberta Ballet Companys premiär av "The Fiddle and the Drum", danser som koreograferats till både nya och gamla låtar av Jean Grand-Maitre. Hon arbetade med den fransk-kanadensiske TV-regissören Mario Rouleau, välkänd för arbeten om konst och dans för TV som Cirque du Soleil  Hon filmade delar av genrepen till en dokumentär som hon arbetar på.
Mitten av 2007 bekräftade Mitchells officiella och av fans drivna webbplats att hon hade skrivit på ett kontrakt för två skivor med  Starbucks' Hear Music, vilket det hade spekulerats omkring. Shine släpptes av bolaget den 25 september 2007, och med sin fjortonde plats på Billboard 200-albumlista blev det hennes bästa listplacering i USA sedan Hejira år 1976, över trettio år tidigare.
Samma dag utgav Herbie Hancock, en gammal vän och följeslagare, River: The Joni Letters, ett tributalbum till Mitchells verk. Bland dem som bidrog till skivan finns Norah Jones, Tina Turner, Leonard Cohen, och Mitchell själv, som medverkar med sång på en ominspelning av "The Tea Leaf Prophecy (Lay Down Your Arms)" (ursprungligen från hennes album Chalk Mark in a Rain Storm). Den 10 februari 2008 tilldelades Hancocks inspelning Album of the Year vid Grammy Awards. Det var första gången på 43 år som en jazzartist fick ett av de finare priserna vid den årliga galan. När Hancock emottog priset hyllade han Mitchell likväl som Miles Davis och John Coltrane. Vid samma gala vann Mitchell en Grammy för Best Instrumental Pop Performance för öppningsspåret "One Week Last Summer" från hennes album Shine.
I en intervju från 2010 med Los Angeles Times citerades Mitchell som om hon skulle ha sagt att singer-songwritern Bob Dylan, med vilken hon haft nära samarbeten i det förgångna, var en plagiarist. Det kontroversiella påståendet spreds allmänt runt av andra i medieindustrin. Mitchell förklarade sig inte ytterligare men flera kommentatorer i media härledde det till anklagelserna om plagiarism som hade kringgärdat några av texterna på  Dylans Modern Times från 2006. I en intervju från 2013 med Jian Ghomeshi tillfrågades hon om vad hon menat med påståendet, och hon svarade genom att förneka att hon någonsin sagt något sådant men nämnde också anklagelserna om plagiarism angående texterna i Dylans Love and Theft från 2001 i allmänna termer av upp- och nedgångarna i den kreativa skapandeprocessen.

## Hälsa
31 mars 2015 hittades Mitchell medvetslös i sitt hem i Los Angeles. Hon återkom till medvetande i ambulansen men togs till intensivvårdsavdelningen. Sedan dess har det varit motstridiga uppgifter om hennes hälsotillstånd. Den 29 maj 2015 bekräftades det att Mitchell lidit av ett hjärnaneurysm, och att hennes tillstånd fortfarande var kritiskt. Hon kunde återvända hem i juli samma år, genomgick terapi och gjorde framsteg.

## Musikaliskt arv

### Gitarrstil
De flesta av Mitchells låtar är skrivna på piano, men nästan alla som är skrivna på gitarr använder öppna ackord eller okonventionella stämningar. Hon har skrivit låtar på bortåt 50 stämningar och spelar då vad hon själv kallar "Mitchells knasiga ackord". Att använda alternativa stämningar tillåter gitarristen att skapa ett ackompanjemang med mer varierade och omfattande texturer. Hennes högerhands plock- och knäppteknik har utvecklats under åren från att till en början uppvisa en intrikat plockstil, som under hennes första album, för att ge vika för en lösare och mera rytmisk stil senare som ibland innefattar slagverksmässiga "slaps".
1995 kom Mitchells vän Fred Walecki, ägare av Westwood Music i Los Angeles, på en lösning på det tilltagande problemet med att ha gitarrer stämda på olika sätt under liveframträdanden. Walecki utvecklade en Stratocastergitarr att fungera ihop med  den virtuella gitarren på Roland VG-8, ett system som klarade av att konfigurera hennes otaliga stämningar elektroniskt. Medan gitarren själv var stämd i standardtonart avkodade VG-8 signalerna och översatte dem till hennes egen gitarrstämning. Detta möjliggjorde för Mitchell att använda endast en gitarr på scen medan en tekniker nedanför scenen såg till de förprogrammerade stämningarna för varje låt i uppträdandet.
Mitchell var också mycket innovativ i sina harmonier i de tidiga verken (1966–72) och använde tekniker som  modus, kromatik, och orgelpunkter.  På hennes debutalbum från 1968, Song to a Seagull, använder Mitchell både kvart- och kvintackord  i "Dawntreader", och använder kvintintervall i  Seagull.
2003 kallade Rolling Stone henne den 72:a bästa gitarristen genom alla tider och var den högst rankade kvinnan på listan.

### Influens
Mitchells inställning till musik har fallit många kvinnliga lyssnare på läppen. Under en tid då traditionellt manliga rockstjärnor dominerade presenterade hon sig själv som "multidimensionell och motstridig... vilket möjliggör en stark identifikation från de kvinnliga beundrarna ". Mitchell har hävdat sitt krav på artistisk kontroll genom hela karriären och har fortfarande utgivningsrätten till sin musik. Hon har avfärdat beteckningen "feminist", men David Shumway anmärker att "hon blev den första kvinnan i populärmusiken som erkändes som artist fullt ut. Hon blev populär under en tid när kvinnor framförallt framförde andra personers låtar och vilka utmärker sig framför allt genom sin sexuella utstrålning. Fastän Mitchell tveklöst hade det senare var det ändå inte detta som gjorde att människor köpte hennes skivor eller älskade hennes låtar. Vad Mitchell än själv må säga om 'feminismen' representerar hon mer än någon annan framförande artist kvinnans nya ställning och kvinnors syn på det politiska och kulturella livet."
Mitchells verk har påverkat flera andra artister, däribland Ellie Goulding, Corinne Bailey Rae, Mikael Åkerfeldt från Opeth, Marillionmedlemmen Steve Hogarth och Steve Rothery, deras förre sångare  Fish, Paul Carrack, Haim, och  Taylor Swift. Madonna har också anfärt Mitchell som den första kvinnliga artist som på allvar tilltalade henne som tonåring: " Jag var verkligen, verkligen inne på Joni Mitchell. Jag kunde vartenda ord ur Court and Spark; jag tillbad henne när jag gick på  high school. Blue är fantastisk. Jag måste säga att av alla kvinnor som jag har lyssnat på är det hon som haft något mer genomgripande inflytande på mina texter."
Många artister har haft framgångar med coverversioner av Mitchells låtar. Judy Collinss år 1967 inspelning av "Both Sides Now" blev ett genombrott för bådas karriärer. Det är den låt av Mitchell som är inspelad av flest artister än så länge med fler än 1000 versioner. Hole gjorde också en cover av "Both Sides Now" på deras debutalbum Pretty on the Inside (1991), men gav den den nya titeln "Clouds", med något omskriven text av  Courtney Love. Popgruppen Neighborhood år 1970 och  Amy Grant år 1995 hade framgångar med sina versioner av "Big Yellow Taxi", den tredje mest inspelade låten (av totalt mer än 300). Senare inspelningar har gjorts av Counting Crows år 2002 och Nena år 2007. Janet Jackson samplade en refräng från "Big Yellow Taxi" och återanvände den i  "Got 'Til It's Gone" (1997), i vilken rapparen  Q-Tip säger "Joni Mitchell never lies" ('Joni Mitchell ljuger aldrig'). "River", från Mitchells album Blue blev den näst mest inspelade låten. Rapartisterna Kanye West och Mac Dre har också samplat Mitchells röst till deras musik. Därtill har Annie Lennox  gjort en cover på "Ladies of the Canyon" till B-sidan av hennes hitlåt  "No More I Love You's". Mandy Moore gjorde en cover på "Help Me" 2003. År 2004 gjorde  George Michael en cover på hennes sång  "Edith and the Kingpin" till en radioshow. "River" har blivit den under senare år mest populära låten att göra inspelningar på, med cover av Dianne Reeves (1999), James Taylor (inspelad för TV 2000, och för CD 2004), Allison Crowe (2004), Rachael Yamagata (2004), Aimee Mann (2005), och Sarah McLachlan (2006). McLachlan gjorde också en cover på "Blue" 1996, och Cat Power spelade in en annan av "Blue" 2008. Andra kända låtar av Mitchell innefattar den berömda "Woodstock" av både Crosby, Stills, Nash and Young och Matthews Southern Comfort, "This Flight Tonight" av Nazareth, och välkända versioner av "Woodstock" av Eva Cassidy och "A Case of You" av Tori Amos, Michelle Branch, Jane Monheit, Prince, Diana Krall, James Blake och Ana Moura. 40-årsjubileet av "Woodstock" firades med en nyinspelning som släpptes 2009 av Nick Vernier Band med Ian Matthews (som förr ingick i Matthews Southern Comfort). Den kanadensiska sångerskan  k.d. lang spelade in två av Mitchells sånger ("A Case of You" och "Jericho") för hennes album från 2004 Hymns of the 49th Parallel.
Princes version av "A Case of U" är med i A Tribute to Joni Mitchell, en samling från 2007 som sammanställdes av Nonesuch Records, i vilken också Björk ("The Boho Dance"), Caetano Veloso ("Dreamland"), Emmylou Harris ("The Magdalene Laundries"), Sufjan Stevens ("Free Man in Paris") och Cassandra Wilson ("For the Roses"), med flera medverkar. Brian Kennedy utkom 2013 med tributalbumet A Love Letter to Joni.
Flera andra låtar refererar till Joni Mitchell. Låten "Our House" av Graham Nash syftar på  Nashs två år långa kärleksaffär med Mitchellvid tiden när Crosby, Stills, Nash and Young spelade in sitt album Déjà Vu. Led Zeppelins "Going to California" har påståtts handla om Robert Plants och Jimmy Pages förälskelse i Mitchell, ett påstående som kommer sig av att Plant under liveframträdanden ofta sa "Joni" efter textraden "To find a queen without a king, they say she plays guitar and cries and sings". Sonic Youths låt "Hey Joni" är uppkallad efter Mitchell. Alanis Morissette nämner henne i en av sina sånger, "Your House". Brittiske folksångaren  Frank Turner nämner  Mitchelli sin sång "Sunshine State". Prince sång "The Ballad of Dorothy Parker" innehåller texten – " 'Oh, my favorite song' she said – and it was Joni singing 'Help me I think I'm falling' ". "Lavender" av Marillion var delvis influerad av att ha lyssnat på Mitchell medan de gick genom parker, enligt sångaren Fish, och hon nämns senare i låttexten till "Montreal" från skivan Sounds That Can't Be Made. John Mayer anför Mitchell och hennes album Blue i låten "Queen of California". 
2003 lanserade pjäsförfattaren Bryden MacDonald musikalen When All the Slaves Are Free som bygger på musik av Mitchell.
Mitchells musik och texter har haft stor betydelse för den franske målaren Jacques Benoit. Mellan 1979 och 1989 utförde Benoit sextio målningar som svar på ett femtiotal av Mitchells låtar.

## Priser och utmärkelser

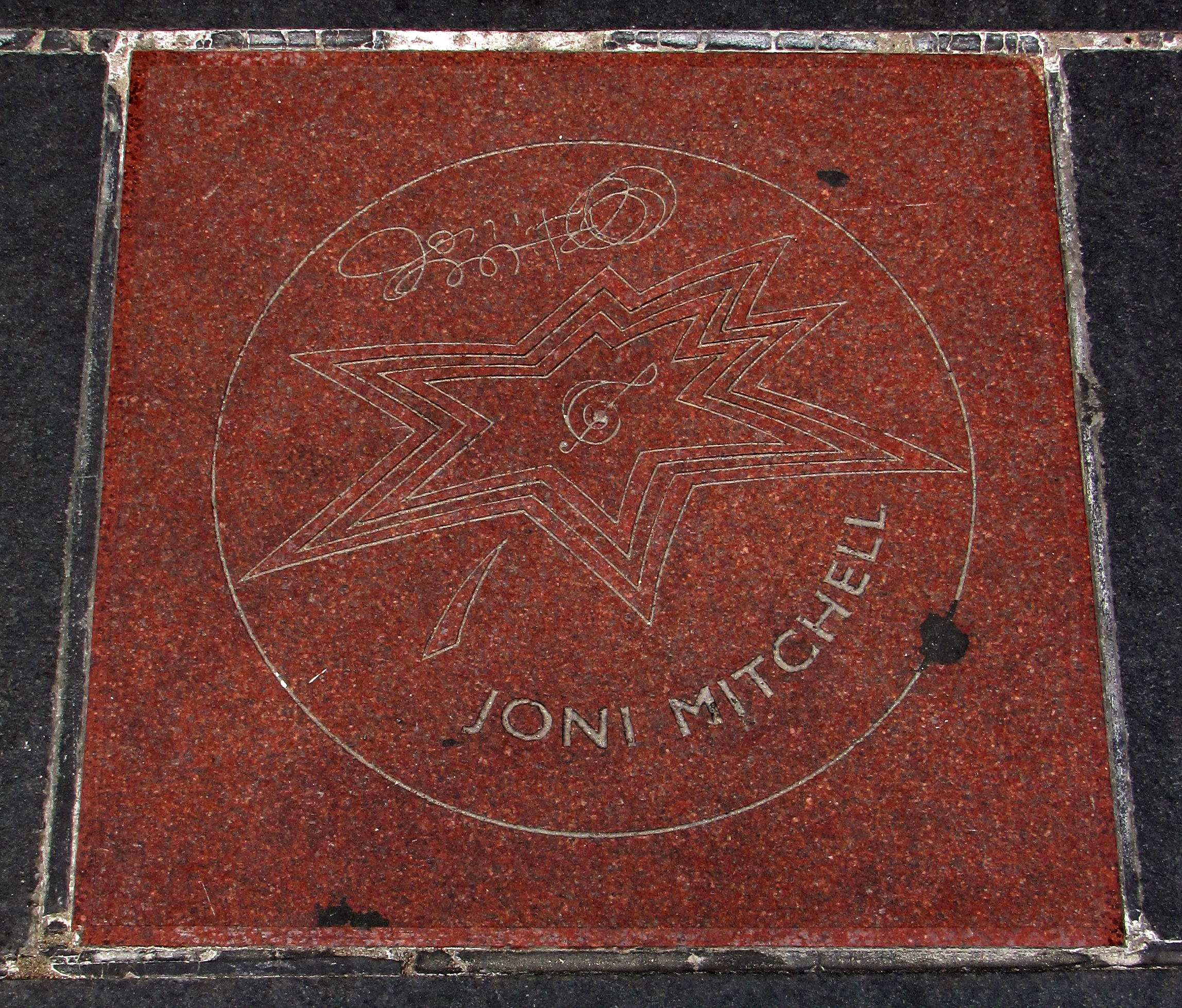
Joni Mitchells stjärna på Kanadas Walk of Fame

Mitchells hemland Kanada har tilldelat Mitchell flera ärebetygelser.  Hon upptogs i Canadian Music Hall of Fame år 1981 och mottog Governor General's Performing Arts Award för "Lifetime Artistic Achievement", Kanadas högsta utmärkelse inom framförande konst, 1996. Mitchell fick en egen stjärna på Kanadas Walk of Fame 2000. 2002 blev hon den tredje singer-songwritern från Kanada (Gordon Lightfoot och Leonard Cohen är de andra två), att tilldelas  Order of Canada, Kanadas högsta civila orden. Hon mottog ett hedersdoktorat i musik från McGill University 2004. I januari 2007 valdes hon in i Canadian Songwriters Hall of Fame. I juni 2007 fick hon pryda ett frimärke för Canada Post.
Mitchell har tilldelats nio Grammy under sin karriär (varav en honorär), den första 1969 och senaste 2016. Hon tilldelades Grammy Lifetime Achievement Award  år 2002, med motiveringen att hon var en av rockepokens mest betydelsefulla sångerskor och en stark influens för alla artister om omhuldar diversitet, fantasi och integritet.
1995 mottog Mitchell Billboard's Century Award. 1996 tilldelades hon Polar Music Prize. 1997 upptogs Mitchell i Rock and Roll Hall of Fame, men närvarade inte vid ceremonin.
TNT network presenterade en hyllningskonsert för Mitchell vid Hammerstein Ballroom i New York City den 6 april 2000. Många artister sjöng Mitchells låtar, såsom James Taylor, Elton John, Wynonna Judd, Bryan Adams, Cyndi Lauper, Diana Krall, och Richard Thompson från Fairport Convention. Mitchell själv avslutade föreställningen med en tolkning av "Both Sides Now" med en 70-mannaorkester. Versionen finns med i soundtracket till  filmen Love Actually.
12 februari 2010 framfördes "Both Sides, Now" vid öppningsceremonin till OS i Vancouver.

## Diskografi
Studioalbum
- 1968 – Song to a Seagull
- 1969 – Clouds
- 1970 – Ladies of the Canyon
- 1971 – Blue
- 1972 – For the Roses
- 1974 – Court and Spark
- 1975 – The Hissing of Summer Lawns
- 1976 – Hejira
- 1977 – Don Juan's Reckless Daughter
- 1979 – Mingus
- 1982 – Wild Things Run Fast
- 1985 – Dog Eat Dog
- 1988 – Chalk Mark in a Rain Storm
- 1991 – Night Ride Home
- 1994 – Turbulent Indigo
- 1998 – Taming the Tiger
- 2000 – Both Sides Now
- 2002 – Travelogue
- 2007 – Shine

Livealbum
- 1974 – Miles of Aisles
- 1980 – Shadows and Light

Samlingsalbum
- 1996 – Hits
- 1996 – Misses
- 2004 – The Beginning of Survival
- 2004 – Dreamland
- 2005 – Songs of a Prairie Girl
- 2014 – Love Has Many Faces: A Quartet, A Ballet, Waiting to Be Danced[86]

## Grammy Award: Priser och nomineringar
| År   | Kategori                                               | Verk                                            | Resultat  |
| ---- | ------------------------------------------------------ | ----------------------------------------------- | --------- |
| 1969 | Best Folk Performance                                  | Clouds                                          | Vinnare   |
| 1974 | Årets album                                            | Court and Spark                                 | Nominerad |
| 1974 | Record of the Year                                     | "Help Me"                                       | Nominerad |
| 1974 | Bästa kvinnliga popsångerska                           | Court and Spark                                 | Nominerad |
| 1974 | Best Arrangement Accompanying Vocalist(s)              | "Down To You"                                   | Vinnare   |
| 1976 | Bästa kvinnliga popsångerska                           | The Hissing of Summer Lawns                     | Nominerad |
| 1977 | Best Album Package                                     | Hejira                                          | Nominerad |
| 1988 | Bästa kvinnliga popsångerska                           | Chalk Mark in a Rain Storm                      | Nominerad |
| 1995 | Bästa popalbum                                         | Turbulent Indigo                                | Vinnare   |
| 1995 | Best Album Package                                     | Turbulent Indigo                                | Vinnare   |
| 2000 | Best Female Pop Vocal Performance                      | Both Sides Now                                  | Nominerad |
| 2000 | Best Traditional Pop Vocal Album                       | Both Sides Now                                  | Vinnare   |
| 2002 | Lifetime Achievement Award                             | -                                               | Vinnare   |
| 2003 | Best Instrumental Arrangement Accompanying Vocalist(s) | "Woodstock" (versionen från albumet Travelogue) | Vinnare   |
| 2007 | Årets album                                            | River: The Joni Letters (coveralbum)            | Vinnare   |
| 2007 | Best Pop Instrumental Performance                      | "One Week Last Summer"                          | Vinnare   |